# Rio Ciric
O Rio Ciric é um rio da Romênia, afluente do Bahlui, localizado no distrito de Iaşi.